# Izack Rodda
Izack Rodda (Lismore, 20 de agosto de 1996) es un jugador australiano de rugby que se desempeña como segunda línea y juega en los Queensland Reds del Super Rugby. Es internacional con los Wallabies desde 2017.

## Carrera
Mientras jugaba para Easts Tigers Rugby Union fue contratado por Queensland Country del National Rugby Championship, continua jugando con ellos.
Su buen rendimiento le permitió ser sumado a los Queensland Reds para el Super Rugby 2017. Debutó en la victoria 28–26 contra los Sharks por la primera fase.

## Selección nacional
Jugó con los Junior Wallabies y participó del Campeonato Mundial de Rugby Juvenil 2016.
Michael Cheika lo convocó a los Wallabies para disputar The Rugby Championship 2017 y debutó contra los All Blacks. Rodda es titular, lleva 17 partidos jugados y un try marcado.

## Palmarés
- Campeón del National Rugby Championship de 2017.